# Gabriela Ngirmang
Mirair Gabriela Ngirmang (geb. 1922; gest. 10. Oktober 2007) war eine Friedens- und Anti-Atom-Aktivistin aus Palau.

## Leben
Ngirmang wurde 1922 in Palau geboren. Ihr Vater war aus Airai und ihre Mutter aus Koror. Beide Eltern hatten hohe Ränge in ihren jeweiligen Clans inne.
Gabriela wuchs in einer Zeit auf in der Palau unter dem Japanischen Südseemandat stand. Später erlebte sie die Auswirkungen des Zweiten Weltkrieges und erhielt deshalb nur sehr wenig formale Bildung. Dennoch galt sie als Matriarchin des Ikelau-Clans. Sie führte den Titel 'Mirair', der Titel der Zweiten Frau in Koror.

## Aktivistin
Ngirmang gilt als eine der Mitbegründerinnen der Atomwaffenfreien Verfassung, der ersten solchen Verfassung weltweit gilt. Die Verfassung von palau verbietet die Benutzung, Aufbewahrung, und Entsorgung von Atomwaffen oder nuklearen Produkten in Palau. Sie wurde 1979 in Kraft gesetzt und mit 92 % Unterstützung der Bevölkerung bestätigt. Das Dokument enthält unter anderem eine Klausel, die eine Zustimmung von 75 % der Stimmberechtigten fordert falls Nuklearwaffen eingeführt werden sollten. Zwischen 1979 und 1994 wurde elf Mal über die Verfassung abgestimmt. Immer wurde diese Klausel erhalten.
Fünfzig Jahre lang führte Ngirmang die Frauenorganisation Otil a Beluad (übers. etwa: 'Anker für unser Land’) und kämpfte für das Atomwaffenverbot in der Verfassung. Ngirmangs Tochter, Cita Morei, war ebenfalls eine prominente Vertreterin der Bewegung.
1987, als die Regierung von Palau die Klausel ändern wollte, so dass nur noch eine einfache Mehrheit anstatt 75 % notwendig sein sollten, führte Ngirmang eine Gruppe von fünfzig Ältesten Frauen an, die gegen die Regierung vor Gericht gingen. Während dieser Zeit wurden die Ältesten bedroht und auf Ngirmangs Haus wurde ein Brandanschlag verübt. Bei ihrer Kampagne um Unterstützung reiste sie auch in die Vereinigten Staaten und sprach vor den Vereinten Nationen und dem Kongress der Vereinigten Staaten. 1989 wurde der Fall erneut vor Gericht gebracht und die Regierung veränderte die Klausel einseitig auf die einfache Mehrheit von 50 % der Stimmen.
1988 wurde Otil A Beluad für einen Friedensnobelpreis nominiert und 2005 wurde Ngirmang selbst für den Nobelpreis nominiert von der Schweizer Organisation 1000 Women for Peace. Schon 1993 hatte Otil A Beluad den Global 500 Award des Umweltprogramms der Vereinten Nationen erhalten.